# Lindsaea lowei
Lindsaea lowei là một loài dương xỉ trong họ Lindsaeaceae. Loài này được ht. mô tả khoa học đầu tiên..
Danh pháp khoa học của loài này chưa được làm sáng tỏ. 